# Ctenopharynx
Ctenopharynx is een geslacht van straalvinnige vissen uit de familie van de cichliden (Cichlidae).

## Soorten
- Ctenopharynx intermedius (Günther, 1864)
- Ctenopharynx nitidus (Trewavas, 1935)
- Ctenopharynx pictus (Trewavas, 1935)